# Área metropolitana de Muskegon-Norton Shores
El Área Estadística Metropolitana de Muskegon-Norton Shores, MI MSA, como la denomina la Oficina del Censo de los Estados Unidos, es un Área Estadística Metropolitana centrada en la ciudad de Muskegon, abarcando solo el condado de Muskegon en el estado de Míchigan, Estados Unidos. Su población según el censo de 2010 es de 172.188 habitantes, convirtiéndola en la 234.º área metropolitana más poblada de los Estados Unidos.

## Área Estadística Metropolitana Combinada
El área metropolitana de Muskegon-Norton Shores es parte del Área Estadística Metropolitana Combinada de Grand Rapids – Muskegon – Holland, MI CSA junto con:
- El Área Estadística Metropolitana de Grand Rapids-Wyoming, MI MSA;
- El Área Estadística Metropolitana de Holland-Grand Haven, MI MSA; y
- El Área Estadística Micropolitana de Allegan, MI µSA;

totalizando 1.321.557 habitantes en un área de 20.240 km².

## Comunidades del área metropolitana
| Ciudades - Montague - Muskegon Heights - Muskegon - North Muskegon - Norton Shores - Roosevelt Park - Whitehall | Pueblos - Casnovia - Fruitport - Lakewood Club - Ravenna |

| Lugares designados por el censo - Twin Lake - Wolf Lake | Lugares no incorporados - Bailey - Wabaningo |